# Urtė Čižauskaitė
 (août 2023).
Urtė Čižauskaitė, née le 30 janvier 2003 à Kaunas, est une joueuse lituanienne de basket-ball.

## Biographie
Urtė Čižauskaitė est née à Kaunas, en Lituanie, pays où le basket-ball est le sport numéro 1. Elle grandit dans une famille sportive, et décide de jouer au basket-ball en s’inspirant de sa mère, Sandra Čižauskienė ancienne joueuse européenne professionnelle, devenue entraîneuse par la suite. 
Elle commence à jouer sous le coaching de sa mère, du côté de Kauno Aisčiai. Après plusieurs années, elle décide en 2018 de rejoindre le Žalgiris Kaunas, toujours en Lituanie. 
Après deux saisons pleines, elle choisit de quitter son club pour partir dans l’ouest de l’Europe, en France, où elle signe au BLMA Montpellier, son club actuel.

## En équipe nationale
À 14 ans, Urtė Čižauskaitė est appelée pour la première fois en équipe nationale de Lituanie avec les U16, après cela, elle ne manque plus aucun match de l’équipe et jouera en même temps avec l’équipe nationale U18.
Durant l’été 2019, elle participe à l’Euro U16, en Macédoine, où elle effectue un tournoi de haut niveau avec en moyenne 9,4points, 11,4 rebonds et 1,6 contre pour 14 d’évaluation. Le tout en inscrivant deux grosses performances face à la France (15 points, 18 rebonds et 3 contres) et contre la République Tchèque (17 points, 17 rebonds, 2 contres et 2 interceptions). L’équipe de Lituanie remporte la médaille d’argent de ce championnat d’Europe U16.
Urtė effectue  un tournoi de grande qualité, ce qui lui vaut d’être dans le Top 10 des meilleures joueuses de la compétition, et ce, en ayant joué un mois avant le championnat d’Europe U18, ou elle cumule 6,3 points, 7,3 rebonds pour 9 d’évaluation en moyenne.
Durant l'été 2020, elle est appelée pour la première fois avec l'équipe nationale senior de Lituanie. Elle continue alors de jouer avec deux équipes nationales, les U18 et les seniors. 
En 2021, elle remporte la Coupe de France avec les Gazelles de Montpellier à la fin de sa première saison en France.  

## Clubs
| Saisons   | Équipe              | Pays     |
| --------- | ------------------- | -------- |
| 2018-2020 | Žalgiris Kaunas     | Lituanie |
| 2020-     | Lattes Montepellier | France   |

## Palmarès
- Médaille d'argent au Championnat d'Europe des moins de 16 ans 2019
- Vainqueur Coupe de France féminine 2021

## Distinctions personnelles
- Top 10 meilleures joueuses du Championnat d'Europe des moins de 16 ans 2019